# Kim Chấn Bát
Kim Jin Pal (Hangul: 킴진팔, Hanja: 金振八, phiên âm Hán Việt: Kim Chấn Bát; sinh năm 1941), còn được viết là Chin Chen-Pai, Gam Jan-Bat, Kame Chun Pak, Kam Chun Pak, là một tôn sư Hapkido. Ông là Chủ tịch Liên đoàn Jin Pal Hapkido thế giới, nguyên Chủ tịch Liên đoàn Võ thuật thế giới tại Mỹ. Ông được xem là một trong những người có công truyền bá môn võ Hapkido đến với thế giới, và cũng là đầu tiên người du nhập môn võ Hapkido vào Việt Nam từ năm 1967.
Ngoài ra, ông còn là một diễn viên điện ảnh trong thập niên 1970 trong nhiều bộ phim võ thuật với những đòn thế biểu diễn đẹp mắt với độ khó cao.

## Xuất thân và học tập
Ông sinh ngày 2 tháng 4 năm 1941, tại một thị trấn nhỏ có tên là U-Pori Il-Gu (Seu-Chung), Triều Tiên, bấy giờ đang chịu sự chiếm đóng và cai trị của Nhật Bản. Thuở nhỏ, do cha ông khuyến khích con cái luyện tập võ thuật như phương tiện duy nhất để tự bảo vệ, ông bắt đầu tập qua môn võ vật Ssireum là một môn võ vật truyền thống của Triều Tiên rèn sức chịu đựng và sự va chạm.
Năm 16 tuổi, ông rời quê nhà để di chuyển tới thành phố Daegu Sin Chun và học thêm các môn võ thuật khác như: Judo, Kendo cũng như Tang Soo Do (Chung Do Kwan). Khi đến Seoul, ông theo học võ sư Ji Han-jae, người sáng lập môn Hapkido hiện đại.

## Tham gia quân đội
Việc học tập của ông bị gián đoạn một thời gian khi ông được động viên nhập ngũ và đưa đi đào tạo tại Học viện Quân cảnh. Năm 1960, ông tốt nghiệp học viện và được bổ nhiệm làm việc tại Bộ Quốc phòng. Sau khi được thuyên chuyển đến Seoul, Hàn Quốc, ông trở lại tập luyện Hapkido với thầy cũ Ji Han-jae.
Năm 1961, ông tham gia cuộc tuyển chọn thành viên cho lực lượng cận vệ của Tổng thống Park Chung Hee. Từ 500 người tham gia lựa chọn, với nhiều vòng kiểm tra kỹ năng gắt gao như bắn súng, võ thuật tay không... ông là một trong 30 người trúng tuyển vào đội cận vệ của Park Chung-hee. Ông thực hiện vai trò như một vệ sĩ riêng của Park Chung-hee, kể cả sau khi Park rời khỏi Nhà Xanh một thời gian.
Năm 1965, khi chính quyền Hàn Quốc quyết định gửi quân tham chiến tại Việt Nam, ông cũng nhận được lệnh lên đường đến đến Sài Gòn vào ngày 28 tháng 3 năm 1965. Do đặc thù chuyên môn của mình, ông được cơ cấu vào đội điều tra hình sự của lực lượng quân cảnh, chuyên điều tra và xử lý sai phạm trong các đơn vị quân đội. Một thời gian sau Đại sứ quán Hàn Quốc có công văn gửi quân đội đề nghị đích danh ông làm cận vệ riêng cho ông đại sứ. Tuy vậy, đến năm 1967 ông chính thức xin giải ngũ và qua làm việc cho một công ty của Mỹ tại Sài Gòn với mức lương khá cao. Từ đây ông tham gia vào việc đào tạo võ thuật. Đầu tiên, ông đã tập hợp được một nhóm lớn của những người theo học Hapkido tại Việt Nam. Võ đường của ông được gọi Trung tâm huấn luyện võ thuật Hapkido hay Tổng hội Hapkido Việt - Hàn tại đường Nguyễn Huỳnh Đức, Phú Nhuận có đến hơn 1000 môn sinh theo học.
Kim Chấn Bát là người trực tiếp đào tạo các vệ sĩ của phủ Thủ tướng Chính phủ miền Nam Việt Nam tại thời điểm đó. Sau đó, nhân chuyến viến thăm Hàn Quốc của Tổng thống Mỹ Lyndon Johnson, Kim Chấn Bát được yêu cầu trở lại Hàn Quốc để thực hiện thêm các kỹ năng vệ sĩ cho Tổng thống Mỹ. Sau khi quay trở lại Việt Nam, ông được yêu cầu dạy huấn luyện cho các lực lượng quân đội Mỹ như lính Mũ Nồi Xanh, thành phần dân sự, lực lượng biệt hải và cảnh sát 355 của công ty hàng không miền nam Việt Nam.
Năm 1968, Kim bay về Hàn Quốc và làm lễ đính hôn chớp nhoáng với cô Sue Yun rồi quay lại Việt Nam sau đó trong năm này, ông đi du lịch đến Nha Trang, và đã thành lập một lớp võ thuật cho các trại không quân Mỹ tại thành phố này. Sau khi thành lập xong trung tâm huấn luyện, ông rời Nha Trang để lại Cho Sung Ho là người huấn luyện viên trưởng đứng ra đảm trách việc huấn luyện.
Lúc đó phong trào taekwondo ở miền Nam Việt Nam đã rất mạnh. Quân đội Hàn Quốc đã gửi sang 200 võ sư taekwondo, 50 võ sư judo và các trung tâm huấn luyện mọc khắp các tỉnh thành và sự phát triển hết sức rầm rộ. Nhưng chưa có ai biết gì đến môn võ hapkido. Kim Chấn Bát đã tổ chức buổi biểu diễn ra mắt đầu tiên tại sở thú Sài Gòn và gây được tiếng vang lớn và số người xin ghi danh học rất đông, số người ủng hộ cũng rất nhiều. Sau đó ông tìm thuê một căn nhà 6 tầng trên đường Nguyễn Huỳnh Đức. Chưa đầy 3 năm, võ đường hapkido đã thu hút hơn một ngàn võ sinh, đào tạo được 50 huấn luyện viên đai đen.

## Tại Hồng Kông và sự nghiệp điện ảnh
Sau đó Kim Chấn Bát rời Sài Gòn chuyển đến sinh sống tại Hồng Kông vào năm 1971. Khi Kim Chấn Bát đến Hồng Kông, cũng là lúc Sue Yun vừa tốt nghiệp. Cô đã bay đến Hồng Kông và cả hai làm lễ cưới tại đây. Những người bạn từng một thời trong quân ngũ, đang làm ăn tại Hồng Kông viết thư thúc giục ông tới đây. Vốn hâm mộ tài năng võ thuật của ông, họ cho rằng ông sẽ có nhiều cơ hội hơn ở đây. Nhờ một người bạn làm việc ở Sở Di trú chạy lo thủ tục, chỉ 4 tháng sau khi đặt chân đến vùng đất này ông đã có giấy phép mở võ đường Flying Tiger Hapkido Studio và thành lập công ty võ thuật chuyên đóng các vai thế thân công việc trôi chảy và khá thành công.
Khi mới thành lập võ đường, có nhiều thư thách đấu được gửi tới. Lời lẽ thách đấu rất rõ ràng và cách thức tiến hành cũng rất công bằng. Nếu không dám nhận lời có nghĩa là hãy đóng cửa võ đường. Kim Chấn Bát buộc phải chấp nhận các cuộc đấu, và đánh bại hầu hết các đối thủ khiêu chiến. Võ đường Flying Tiger của Kim Chấn Bát nổi danh với các đòn đá bay cắt lưỡi kéo tấn công cùng lúc hai mục tiêu trên không, hoặc đòn én bay tung hai chân công phá hai mục tiêu phía trước. Đòn chim ưng vồ mồi nhảy lên gối chân trụ đối phương để tung đòn chẻ xuống đỉnh đầu từ đó Kim Chấn Bát trở nên nổi danh và được võ giới đặt cho biệt danh Kim Phi Hổ với mỗi thế nhảy lên có thể đá, nhưng còn dùng đòn tay.
Không chỉ giỏi về võ thuật, Kim còn biết sử dụng truyền thông để quảng bá cho võ đường và môn võ hapkido. Năm 1973, sau khi xuất hiện trên đài truyền hình Hồng Kông, ông được mời hợp tác với hãng phim Kea Fa trong vai chính trong bộ phim võ thuật đầu tiên của ông với tiêu đề là Tiger. Với sự thành công lớn của bộ phim trên toàn khu vực Đông Nam Á, Tiếp theo sau đó ông trở thành ngôi sao trong 7 phim khác như: The Mandarin, Black Guide, Valley Of The Double Dragon, Jet-do Karate, Code Name Panther, Evidence... Lúc đó thế giới mới biết đến môn võ hapkido với các đòn đá bay đặc dị nhanh như tia chớp do Kim Chấn Bát diễn xuất đúng như thật và không cần đến kỹ xảo.
Vào đầu những năm 1970, khi những phim kiếm hiệp đang ăn khách, với những bộ phim như Tà Kiếm, Nam Đao Bắc Kiếm, Độc Long Đàm, Thập tam Thái Bảo, Kim Yến Tử... đang mê hoặc thị trường phim ảnh, với những diễn viên ăn khách như Vương Vũ, Điền Dã, Ngô Bân, Âu Uy, Dương Quần, Lý Thanh, Trịnh Phối Phối, đạo diễn Trương Triệt, thì Kim Chấn Bát đã nhận ra rằng những thủ thuật đâm chém giả sẽ mau chóng làm nản lòng khán giả. Khi ông và Lý Tiểu Long, bắt đầu vận dụng Karaté và Hiệp khí đạo vào phim, như với bộ Đường Sơn Đại Huynh, thì phim đao kiếm bắt đầu lụi tàn.
Với 8 bộ phim võ thuật lớn của hãng Kai Pa Productions nổi tiếng mà Bát thủ vai chính với võ đường trên đảo Cửu Long Hồng Kông mà Kim Chấn Bát đã liên tiếp đào luyện cho phim trường quyền cước những diễn viên nổi tiếng. Trong thời gian này, phần đông những ngôi sao chuyên đóng các vai thế thân stuntmen võ thuật phần nhiều xuất thân từ studio của ông. Một vài học trò nổi tiếng của ông sau này thành danh như: Thành Long (Jackie Chan), Mao Anh (Angela Mao), Hồng Kim Bảo (Sammo Hyung), Chan Na, Wang Kum Bong đều xuất thân từ lò đào tạo này... Ông cũng đã đào tạo nhiều môn sinh xuất sắc trong đó có Master Thomas Lok hiện là 8 Dan tại Regina, Canada. Cùng trong thời gian này, ông cũng được mời đến Singapore bởi Sunny Tan Sar Bee để đóng góp cho buổi hội thảo vào Học viện Cảnh sát quốc gia Singapore. Ông thậm chí đã dạy võ thuật cho hoàng tử của Bahrain và đội ngũ vệ sĩ hoàng cung về nghệ thuật của Jin Pal Hapkido.

## Sự nghiệp huấn luyện
Sau khi Lý Tiểu Long qua đời, dòng phim võ thuật có chiều xuống dốc. Phong trào tập võ qua thời kỳ bộc phát cũng bắt đầu lắng lại. Kim Chấn Bát đứng trước hai con đường, hoặc trở về Hàn Quốc, hoặc đi qua Mỹ. Dù ở đâu ông biết mình cũng phải làm lại từ đầu. Sau cùng vì sự học hành của hai đứa con còn nhỏ dại, ông chọn con đường sang Mỹ. Năm 1982, với ý định mở rộng phát triển Hapkido đến với thế giới phương Tây, Kim Chấn Bát đã chuyển đến Hoa Kỳ và định cư tại miền Nam California, lúc đầu, gia đình ông phải thuê khách sạn ở trọ hơn một tháng để kiếm chỗ ở mới rồi cả nhà đến khu Garden Grove, thành phố Westminster.
Cũng trong thời gian này, một số học trò cũ nghe tin ông qua Mỹ liền đi tìm. Thông qua võ sư Bông Su Han, bác sĩ Phạm Gia Cổn tìm ra được địa chỉ của ông và đề nghị hợp tác mở lò võ. Võ đường Kim Chấn Bát trở nên nổi danh. Ông được mời huấn luyện cho Irvine Swat Team, thành lập một lớp hapkido tại căn cứ không quân El Toro Marine. Năm 1987, với uy tín của mình Kim Chấn Bát được bầu làm Chủ tịch Liên đoàn Võ thuật thế giới tại Mỹ.
Năm 1993, với ý định đưa kỹ thuật hapkido vào lực lượng an ninh, Kim Chấn Bát dời đến Washington DC. Tại đây ông huấn luyện đặc cách cho lực lượng chống ma túy DEA (Drug Enforcement Administration) và các bộ phận trực thuộc của DEA quản lý bởi William Simpson. Kim Chấn Bát cũng thành công khi huấn luyện hapkido cho đội tuyển bóng rổ của Đại học George Washington, đội bóng bầu dục Redskin của tiểu bang Washington... Môn phái Jin Pal Hapkido cũng song song mở các lớp học tại Nhà Trắng Athletic và Trung tâm đào tạo Quyền Anh Olympic của trường vào năm 1988. Hapkido ngày nay có mặt ở khắp các tiểu bang Mỹ, và nhiều nước trên thế giới như México, Hà Lan, Pháp, Hy Lạp... Liên đoàn Jin Pal Hapkido thế giới thành lập năm 1994, Kim Chấn Bát giữ vai trò chủ tịch.
Vài năm sau đó, ông đã chuyển võ đường của mình về thành phố Rockville, tiểu bang Maryland. Ông đã thành công được đào tạo: Ken Harvey của đội banh bầu dục Redskin của tiểu ban Washington đạt được đai đen Hapkido. Cùng với sự giúp đỡ của người con trai ông, hiện mang 7 Dan là Eric Kim, họ đã xây dựng thêm võ đường mới và rất đông môn sinh đến theo học...
Với tài năng và nhiệt huyết của mình Kim Chấn Bát đã đóng góp và phát triển nhiều võ sư và huấn luyện viên xuất sắc cho môn phái Jin Pal Hapkido. Hiện nay có 9 võ đường mang biểu ngữ của Liên đoàn Jin Pal Hapkido trên thế giới. hệ thống Jil Pal hapkido ngày nay có mặt ở nhiều nước, môn sinh đông khắp và đủ các thành phần. Nhiều người là tiến sĩ, luật sư, bác sĩ... nổi danh. Có cả những vận động viên nổi tiếng trong thể thao như các ngôi sao bóng rổ, bóng bầu dục... Mới đây nhất là vào năm 2012, đại sư Kim Chấn Bát tổ chức sinh nhật tuổi 71 của mình tại Thành phố Hồ Chí Minh, nơi đây ông đã đến gieo hạt giống hapkido tại Việt Nam khi mới 24 tuổi.